# Pterospermum acerifolium
Pterospermum acerifolium là một loài thực vật có hoa trong họ Cẩm quỳ. Loài này được (L.) Willd. miêu tả khoa học đầu tiên năm 1800.